# Kanton Saint-Louis-1
Saint-Louis-1 is een kanton van het Franse overzees departement Réunion. Het kanton maakt deel uit van het arrondissement Saint-Pierre.
Het kanton omvat uitsluitend een deel van de gemeente Saint-Louis.
Bij de herindeling van de kantons door het decreet van 24 februari 2014, met uitwerking op 22 maart 2015, werd de verdeling over de kantons binnen deze gemeente gewijzigd.